# Chủ nghĩa rút gọn
Chủ nghĩa rút gọn (tiếng Anh: reductionism) có nghĩa là cách tiếp cận để hiểu bản chất của những thứ phức tạp bằng cách rút gọn chúng thành tác động qua lại giữa các phần cấu tạo nên chúng, hoặc thành các thứ đơn giản và cơ bản hơn. Chủ nghĩa rút gọn cũng có nghĩa là luận điểm triết học cho rằng một hệ thống phức tạp là tổng hợp tất cả các phần của nó, và một báo cáo về hệ thống có thể được thu gọn thành các báo cáo của từng thành phần. Điều này áp dụng cho các đối tượng, hiện tượng, lời giải thích, các học thuyết, và các giá trị.